# Begonia monophylla
Espèce
Synonymes
- Begonia unifolia Rose ex Trel.[2]
- Begonia unifolia Rose[1]

Begonia monophylla est une espèce de plantes de la famille des Begoniaceae. Ce bégonia est originaire du Brésil. L'espèce fait partie de la section Eupetalum. L'espèce a été décrite en 1859 par Alphonse Pyrame de Candolle (1806-1893), à la suite des travaux de José Antonio Pavón (1754-1844). L'épithète spécifique monophylla signifie « dotée d'une seule feuille ».

## Répartition géographique
Cette espèce est originaire du pays suivant : Mexique.